# Hana Meličková
Hana Meličková, sposata Rapantová (Martin, 27 gennaio 1900 – Bratislava, 7 gennaio 1978), è stata un'attrice slovacca.

## Biografia
Nacque nella famiglia dell'insegnante e compositore Ján Meličko. Dapprima studiò musica al Conservatorio di Praga dal 1919 al 1923. Agli studi affiancò anche l'attività di recitazione. Dal 1923 al 1926 lavorò come insegnante alla Scuola musicale della contea di Martin. Dal 1926 al 1976 fu un esponente del teatro di prosa del Teatro Nazionale Slovacco di Bratislava. Il suo primo ruolo fu l'interpretazione di Salomé nell'omonimo dramma di Oscar Wilde. Lungo la sua carriera al Teatro Nazionale Slovacco interpretò quasi duecento personaggi. 
Nel 1955 lo Stato le conferì il titolo di Artista meritevole e nel 1961 il titolo di Artista nazionale. Inoltre fu laureata al premio statale nel 1951 ed ebbe il riconoscimento "Per il merito nella costruzione" nel 1960. A Bratislava le è stata dedicata una via. Fu sepolta nel Cimitero nazionale di Martin.
Sposò lo storico Daniel Rapant, a cui diede due figlie: Helena e Daniela.

## Filmografia
- 1950 - Kozie mlieko, nel ruolo di Omastová
- 1957 - Zemianska česť, nel ruolo di Bešeňovská
- 1958 - Statočný zlodej, nel ruolo della presidentessa del circolo Humanitas
- 1960 - Jerguš Lapin, nel ruolo di zia Budáčová
- 1962 - Polnočná omša, nel ruolo di Vilma Kubišová
- 1967 - Rok na dedine, nel ruolo di Zuza Svoreňová
- 1967 - Ženský zákon, Mnel ruolo di ara